# Electraglaia isozona
Electraglaia isozona är en fjärilsart som beskrevs av Edward Meyrick 1908. Electraglaia isozona ingår i släktet Electraglaia och familjen vecklare. Inga underarter finns listade i Catalogue of Life.